# Hopman Cup 2000
De Hopman Cup 2000 (met de officiële naam Hyundai Hopman Cup) werd gehouden van zaterdag 1 tot en met zaterdag 8 januari 2000 op een overdekte hardcourtbaan in de Burswood Dome in de Australische stad Perth. Het was de twaalfde editie van het tennistoernooi tussen landen die ieder een gemengd koppel afvaardigden. In dit toernooi bestond een landenontmoeting uit drie partijen (rubbers): in het vrouwenenkelspel, mannenenkelspel en gemengd dubbelspel.
Titelverdediger was het team uit Australië, bestaande uit Jelena Dokić en Mark Philippoussis. Zij kwamen niet verder dan de groepsfase.
In de finale wonnen de Zuid-Afrikanen Amanda Coetzer en Wayne Ferreira van het Thaise koppel Tamarine Tanasugarn / Paradorn Srichaphan. Het was de eerste titel voor Zuid-Afrika.
|                |  |                |
| Amanda Coetzer |  | Wayne Ferreira |

## Deelnemers volgens ranglijstpositie
| Nr. | Land             | Groep | Team                                      | WTA+ATP- rang1 | Resultaat  |
| --- | ---------------- | ----- | ----------------------------------------- | -------------- | ---------- |
| 1.  | Slowakije        | A     | Henrieta Nagyová / Karol Kučera           | 32+17=49       | groepsfase |
| 2.  | Oostenrijk       | A     | Barbara Schett / Stefan Koubek            | 8+46=54        | groepsfase |
| 3.  | Australië        | A     | Jelena Dokić / Mark Philippoussis         | 43+19=62       | groepsfase |
| 4.  | Zuid-Afrika      | B     | Amanda Coetzer / Wayne Ferreira           | 11+53=64       | winnaars   |
| 5.  | Zweden           | B     | Åsa Carlsson / Jonas Björkman             | 61+73=134      | groepsfase |
| 6.  | België           | B     | Dominique Van Roost / Xavier Malisse      | 14+145=159     | groepsfase |
| 7.  | Thailand         | A     | Tamarine Tanasugarn / Paradorn Srichaphan | 71+99=170      | finale     |
| 8.  | Verenigde Staten | B     | Alexandra Stevenson / James Blake         | 45+219=264     | groepsfase |
| 9.  | Japan            | A     | Ai Sugiyama / Takao Suzuki                | 24+262=286     | voorronde  |

1 Rang per 27 december 1999

## Voorronde
Twee laaggeplaatste teams speelden om een plek in Groep A. Thailand won van Japan.
| Vlag van Thailand | Thailand 2 | Perth, Australië 1 januari 2000 hardcourt (i) | Perth, Australië 1 januari 2000 hardcourt (i) | Perth, Australië 1 januari 2000 hardcourt (i) | Japan 1 | Vlag van Japan |

|   |                                                                      |                                                                      | 1   | 2    | 3 |  |
| - | -------------------------------------------------------------------- | -------------------------------------------------------------------- | --- | ---- | - |  |
| 1 | Tamarine Tanasugarn Ai Sugiyama                                      | Tamarine Tanasugarn Ai Sugiyama                                      | 6 1 | 6 3  |   |  |
| 2 | Paradorn Srichaphan Takao Suzuki                                     | Paradorn Srichaphan Takao Suzuki                                     | 6 3 | 7 62 |   |  |
| 3 | Tamarine Tanasugarn / Paradorn Srichaphan Ai Sugiyama / Takao Suzuki | Tamarine Tanasugarn / Paradorn Srichaphan Ai Sugiyama / Takao Suzuki | 3 6 | 4 6  |   |  |

## Groepsfase

### Groep A

#### Klassement
- De voorronde tussen Thailand en Japan telt hier niet mee.

| Pos. | Land           | W | V | Rubbers | Sets |
| ---- | -------------- | - | - | ------- | ---- |
| 1.   | Thailand (7)   | 2 | 1 | 6–3     | 12–9 |
| 2.   | Oostenrijk (2) | 2 | 1 | 5–4     | 13–9 |
| 3.   | Australië (3)  | 1 | 2 | 3–6     | 7–14 |
| 4.   | Slowakije (1)  | 0 | 2 | 1–5     | 5–11 |
| †    | Japan (9)      | 1 | 0 | 3–0     | 6–0  |

† Japan verving Slowakije in de laatste ontmoeting met Australië

#### Oostenrijk – Slowakije
| Vlag van Oostenrijk | Oostenrijk 2 | Perth, Australië 3 januari 2000 hardcourt (i) | Perth, Australië 3 januari 2000 hardcourt (i) | Perth, Australië 3 januari 2000 hardcourt (i) | Slowakije 1 | Vlag van Slowakije |

|   |                                                                |                                                                | 1   | 2   | 3   |  |
| - | -------------------------------------------------------------- | -------------------------------------------------------------- | --- | --- | --- |  |
| 1 | Barbara Schett Henrieta Nagyová                                | Barbara Schett Henrieta Nagyová                                | 6 2 | 6 3 |     |  |
| 2 | Stefan Koubek Karol Kučera                                     | Stefan Koubek Karol Kučera                                     | 6 4 | 0 6 | 3 6 |  |
| 3 | Barbara Schett / Stefan Koubek Henrieta Nagyová / Karol Kučera | Barbara Schett / Stefan Koubek Henrieta Nagyová / Karol Kučera | 6 2 | 3 6 | 6 3 |  |

#### Thailand – Australië
| Vlag van Thailand | Thailand 2 | Perth, Australië 3 januari 2000 hardcourt (i) | Perth, Australië 3 januari 2000 hardcourt (i) | Perth, Australië 3 januari 2000 hardcourt (i) | Australië 1 | Vlag van Australië |

|   |                                                                             |                                                                             | 1   | 2   | 3   |  |
| - | --------------------------------------------------------------------------- | --------------------------------------------------------------------------- | --- | --- | --- |  |
| 1 | Tamarine Tanasugarn Jelena Dokić                                            | Tamarine Tanasugarn Jelena Dokić                                            | 6 1 | 6 4 |     |  |
| 2 | Paradorn Srichaphan Mark Philippoussis                                      | Paradorn Srichaphan Mark Philippoussis                                      | 1 6 | 4 6 |     |  |
| 3 | Tamarine Tanasugarn / Paradorn Srichaphan Jelena Dokić / Mark Philippoussis | Tamarine Tanasugarn / Paradorn Srichaphan Jelena Dokić / Mark Philippoussis | 3 6 | 6 3 | 6 4 |  |

#### Australië – Oostenrijk
| Vlag van Australië | Australië 2 | Perth, Australië 5 januari 2000 hardcourt (i) | Perth, Australië 5 januari 2000 hardcourt (i) | Perth, Australië 5 januari 2000 hardcourt (i) | Oostenrijk 1 | Vlag van Oostenrijk |

|   |                                                                  |                                                                  | 1   | 2   | 3   |  |
| - | ---------------------------------------------------------------- | ---------------------------------------------------------------- | --- | --- | --- |  |
| 1 | Jelena Dokić Barbara Schett                                      | Jelena Dokić Barbara Schett                                      | 1 6 | 6 2 | 7 5 |  |
| 2 | Mark Philippoussis Stefan Koubek                                 | Mark Philippoussis Stefan Koubek                                 | 6 3 | 3 6 | 6 1 |  |
| 3 | Jelena Dokić / Mark Philippoussis Barbara Schett / Stefan Koubek | Jelena Dokić / Mark Philippoussis Barbara Schett / Stefan Koubek | 5 7 | 3 6 |     |  |

#### Thailand – Slowakije
| Vlag van Thailand | Thailand 3 | Perth, Australië 5 januari 2000 hardcourt (i) | Perth, Australië 5 januari 2000 hardcourt (i) | Perth, Australië 5 januari 2000 hardcourt (i) | Slowakije 0 | Vlag van Slowakije |

|   |                                                                           |                                                                           | 1   | 2   | 3   |           |
| - | ------------------------------------------------------------------------- | ------------------------------------------------------------------------- | --- | --- | --- | --------- |
| 1 | Tamarine Tanasugarn Henrieta Nagyová                                      | Tamarine Tanasugarn Henrieta Nagyová                                      | 6 2 | 2 6 | 4 1 | opgave    |
| 2 | Paradorn Srichaphan Karol Kučera                                          | Paradorn Srichaphan Karol Kučera                                          | 4 6 | 7 6 | 6 2 |           |
| 3 | Tamarine Tanasugarn / Paradorn Srichaphan Henrieta Nagyová / Karol Kučera | Tamarine Tanasugarn / Paradorn Srichaphan Henrieta Nagyová / Karol Kučera |     |     |     | walk-over |

#### Oostenrijk – Thailand
| Vlag van Oostenrijk | Oostenrijk 2 | Perth, Australië 7 januari 2000 hardcourt (i) | Perth, Australië 7 januari 2000 hardcourt (i) | Perth, Australië 7 januari 2000 hardcourt (i) | Thailand 1 | Vlag van Thailand |

|   |                                                                          |                                                                          | 1    | 2   | 3   |  |
| - | ------------------------------------------------------------------------ | ------------------------------------------------------------------------ | ---- | --- | --- |  |
| 1 | Barbara Schett Tamarine Tanasugarn                                       | Barbara Schett Tamarine Tanasugarn                                       | 7 62 | 3 6 | 3 6 |  |
| 2 | Stefan Koubek Paradorn Srichaphan                                        | Stefan Koubek Paradorn Srichaphan                                        | 6 3  | 6 1 |     |  |
| 3 | Barbara Schett / Stefan Koubek Tamarine Tanasugarn / Paradorn Srichaphan | Barbara Schett / Stefan Koubek Tamarine Tanasugarn / Paradorn Srichaphan | 8 7  |     |     |  |

#### Japan – Australië
- Japan verving Slowakije

| Vlag van Japan | Japan 3 | Perth, Australië 7 januari 2000 hardcourt (i) | Perth, Australië 7 januari 2000 hardcourt (i) | Perth, Australië 7 januari 2000 hardcourt (i) | Australië 0 | Vlag van Australië |

|   |                                                              |                                                              | 1   | 2   | 3 |           |
| - | ------------------------------------------------------------ | ------------------------------------------------------------ | --- | --- | - | --------- |
| 1 | Ai Sugiyama Jelena Dokić                                     | Ai Sugiyama Jelena Dokić                                     | 6 4 | 6 3 |   |           |
| 2 | Takao Suzuki Mark Philippoussis                              | Takao Suzuki Mark Philippoussis                              |     |     |   | walk-over |
| 3 | Ai Sugiyama / Takao Suzuki Jelena Dokić / Mark Philippoussis | Ai Sugiyama / Takao Suzuki Jelena Dokić / Mark Philippoussis |     |     |   | walk-over |

### Groep B

#### Klassement
| Pos. | Land                 | W | V | Rubbers | Sets |
| ---- | -------------------- | - | - | ------- | ---- |
| 1.   | Zuid-Afrika (4)      | 2 | 1 | 6–3     | 13–6 |
| 2.   | Zweden (5)           | 2 | 1 | 6–3     | 12–6 |
| 3.   | Verenigde Staten (8) | 1 | 2 | 3–6     | 8–14 |
| 4.   | België (6)           | 1 | 2 | 3–6     | 7–14 |

#### Zuid-Afrika – België
| Vlag van Zuid-Afrika | Zuid-Afrika 3 | Perth, Australië 2 januari 2000 hardcourt (i) | Perth, Australië 2 januari 2000 hardcourt (i) | Perth, Australië 2 januari 2000 hardcourt (i) | België 0 | Vlag van België |

|   |                                                                      |                                                                      | 1   | 2   | 3 |  |
| - | -------------------------------------------------------------------- | -------------------------------------------------------------------- | --- | --- | - |  |
| 1 | Amanda Coetzer Dominique Van Roost                                   | Amanda Coetzer Dominique Van Roost                                   | 6 4 | 6 2 |   |  |
| 2 | Wayne Ferreira Xavier Malisse                                        | Wayne Ferreira Xavier Malisse                                        | 6 2 | 6 3 |   |  |
| 3 | Amanda Coetzer / Wayne Ferreira Dominique Van Roost / Xavier Malisse | Amanda Coetzer / Wayne Ferreira Dominique Van Roost / Xavier Malisse | 7 5 | 6 3 |   |  |

#### Zweden – Verenigde Staten
| Vlag van Zweden | Zweden 3 | Perth, Australië 2 januari 2000 hardcourt (i) | Perth, Australië 2 januari 2000 hardcourt (i) | Perth, Australië 2 januari 2000 hardcourt (i) | Verenigde Staten 0 | Vlag van Verenigde Staten |

|   |                                                                 |                                                                 | 1   | 2   | 3 |  |
| - | --------------------------------------------------------------- | --------------------------------------------------------------- | --- | --- | - |  |
| 1 | Åsa Carlsson Alexandra Stevenson                                | Åsa Carlsson Alexandra Stevenson                                | 6 4 | 6 4 |   |  |
| 2 | Jonas Björkman James Blake                                      | Jonas Björkman James Blake                                      | 6 3 | 7 5 |   |  |
| 3 | Åsa Carlsson / Jonas Björkman Alexandra Stevenson / James Blake | Åsa Carlsson / Jonas Björkman Alexandra Stevenson / James Blake | 6 3 | 6 3 |   |  |

#### Zuid-Afrika – Zweden
| Vlag van Zuid-Afrika | Zuid-Afrika 2 | Perth, Australië 4 januari 2000 hardcourt (i) | Perth, Australië 4 januari 2000 hardcourt (i) | Perth, Australië 4 januari 2000 hardcourt (i) | Zweden 1 | Vlag van Zweden |

|   |                                                               |                                                               | 1    | 2   | 3 |  |
| - | ------------------------------------------------------------- | ------------------------------------------------------------- | ---- | --- | - |  |
| 1 | Amanda Coetzer Åsa Carlsson                                   | Amanda Coetzer Åsa Carlsson                                   | 6 4  | 6 0 |   |  |
| 2 | Wayne Ferreira Jonas Björkman                                 | Wayne Ferreira Jonas Björkman                                 | 6 4  | 6 4 |   |  |
| 3 | Amanda Coetzer / Wayne Ferreira Åsa Carlsson / Jonas Björkman | Amanda Coetzer / Wayne Ferreira Åsa Carlsson / Jonas Björkman | 63 7 | 3 6 |   |  |

#### België – Verenigde Staten
| Vlag van België | België 2 | Perth, Australië 4 januari 2000 hardcourt (i) | Perth, Australië 4 januari 2000 hardcourt (i) | Perth, Australië 4 januari 2000 hardcourt (i) | Verenigde Staten 1 | Vlag van Verenigde Staten |

|   |                                                                        |                                                                        | 1    | 2   | 3   |  |
| - | ---------------------------------------------------------------------- | ---------------------------------------------------------------------- | ---- | --- | --- |  |
| 1 | Dominique Van Roost Alexandra Stevenson                                | Dominique Van Roost Alexandra Stevenson                                | 4 6  | 6 1 | 4 6 |  |
| 2 | Xavier Malisse James Blake                                             | Xavier Malisse James Blake                                             | 7 63 | 3 6 | 6 3 |  |
| 3 | Dominique Van Roost / Xavier Malisse Alexandra Stevenson / James Blake | Dominique Van Roost / Xavier Malisse Alexandra Stevenson / James Blake | 6 4  | 3 6 | 6 2 |  |

#### Verenigde Staten – Zuid-Afrika
| Vlag van Verenigde Staten | Verenigde Staten 2 | Perth, Australië 6 januari 2000 hardcourt (i) | Perth, Australië 6 januari 2000 hardcourt (i) | Perth, Australië 6 januari 2000 hardcourt (i) | Zuid-Afrika 1 | Vlag van Zuid-Afrika |

|   |                                                                   |                                                                   | 1    | 2   | 3   |  |
| - | ----------------------------------------------------------------- | ----------------------------------------------------------------- | ---- | --- | --- |  |
| 1 | Alexandra Stevenson Amanda Coetzer                                | Alexandra Stevenson Amanda Coetzer                                | 3 6  | 1 6 |     |  |
| 2 | James Blake Wayne Ferreira                                        | James Blake Wayne Ferreira                                        | 6 4  | 6 4 |     |  |
| 3 | Alexandra Stevenson / James Blake Amanda Coetzer / Wayne Ferreira | Alexandra Stevenson / James Blake Amanda Coetzer / Wayne Ferreira | 65 7 | 6 3 | 6 2 |  |

#### Zweden – België
| Vlag van Zweden | Zweden 2 | Perth, Australië 6 januari 2000 hardcourt (i) | Perth, Australië 6 januari 2000 hardcourt (i) | Perth, Australië 6 januari 2000 hardcourt (i) | België 1 | Vlag van België |

|   |                                                                    |                                                                    | 1   | 2   | 3 |  |
| - | ------------------------------------------------------------------ | ------------------------------------------------------------------ | --- | --- | - |  |
| 1 | Åsa Carlsson Dominique Van Roost                                   | Åsa Carlsson Dominique Van Roost                                   | 2 6 | 3 6 |   |  |
| 2 | Jonas Björkman Xavier Malisse                                      | Jonas Björkman Xavier Malisse                                      | 6 4 | 6 3 |   |  |
| 3 | Åsa Carlsson / Jonas Björkman Dominique Van Roost / Xavier Malisse | Åsa Carlsson / Jonas Björkman Dominique Van Roost / Xavier Malisse | 6 1 | 7 5 |   |  |

## Finale

### Zuid-Afrika – Thailand
| Vlag van Zuid-Afrika | Zuid-Afrika 3 | Perth, Australië 8 januari 2000 hardcourt (i) | Perth, Australië 8 januari 2000 hardcourt (i) | Perth, Australië 8 januari 2000 hardcourt (i) | Thailand 0 | Vlag van Thailand |

|   |                                                                           |                                                                           | 1   | 2   | 3   |  |
| - | ------------------------------------------------------------------------- | ------------------------------------------------------------------------- | --- | --- | --- |  |
| 1 | Amanda Coetzer Tamarine Tanasugarn                                        | Amanda Coetzer Tamarine Tanasugarn                                        | 3 6 | 6 4 | 6 4 |  |
| 2 | Wayne Ferreira Paradorn Srichaphan                                        | Wayne Ferreira Paradorn Srichaphan                                        | 7 6 | 6 3 |     |  |
| 3 | Amanda Coetzer / Wayne Ferreira Tamarine Tanasugarn / Paradorn Srichaphan | Amanda Coetzer / Wayne Ferreira Tamarine Tanasugarn / Paradorn Srichaphan | 8 1 |     |     |  |